# Deleitosa
Deleitosa ist ein spanischer Ort und eine Gemeinde (municipio) mit 682 Einwohnern (Stand: 2024) in der Provinz Cáceres in der Autonomen Gemeinschaft Extremadura.

## Lage und Klima
Deleitosa liegt im Osten der Provinz Cáceres nahe der Grenze zur neukastilischen Provinz Toledo in einer Höhe von ca. 270 m. Die Entfernung zur Hauptstadt Cáceres beträgt ca. 85 km (Fahrtstrecke) in westsüdwestlicher Richtung. Das Klima ist meist warm und trocken; der eher spärliche Regen (706 mm/Jahr) fällt hauptsächlich im Winterhalbjahr.

## Bevölkerungsentwicklung
| Jahr      | 1970 | 1981 | 1991 | 2001 | 2011 | 2021 |
| Einwohner | 1578 | 1266 | 1077 | 865  | 809  | 684  |

Die zunehmende Mechanisierung der Landwirtschaft, die Aufgabe bäuerlicher Kleinbetriebe („Höfesterben“) und die daraus resultierende Arbeitslosigkeit auf dem Land haben seit den 1950er Jahren zu einem deutlichen Rückgang der Einwohnerzahlen geführt.

## Sehenswürdigkeiten
- Burganlage von Deleitosa aus dem 14. Jahrhundert
- Johanniskirche (Iglesia de San Juan Evangelista)

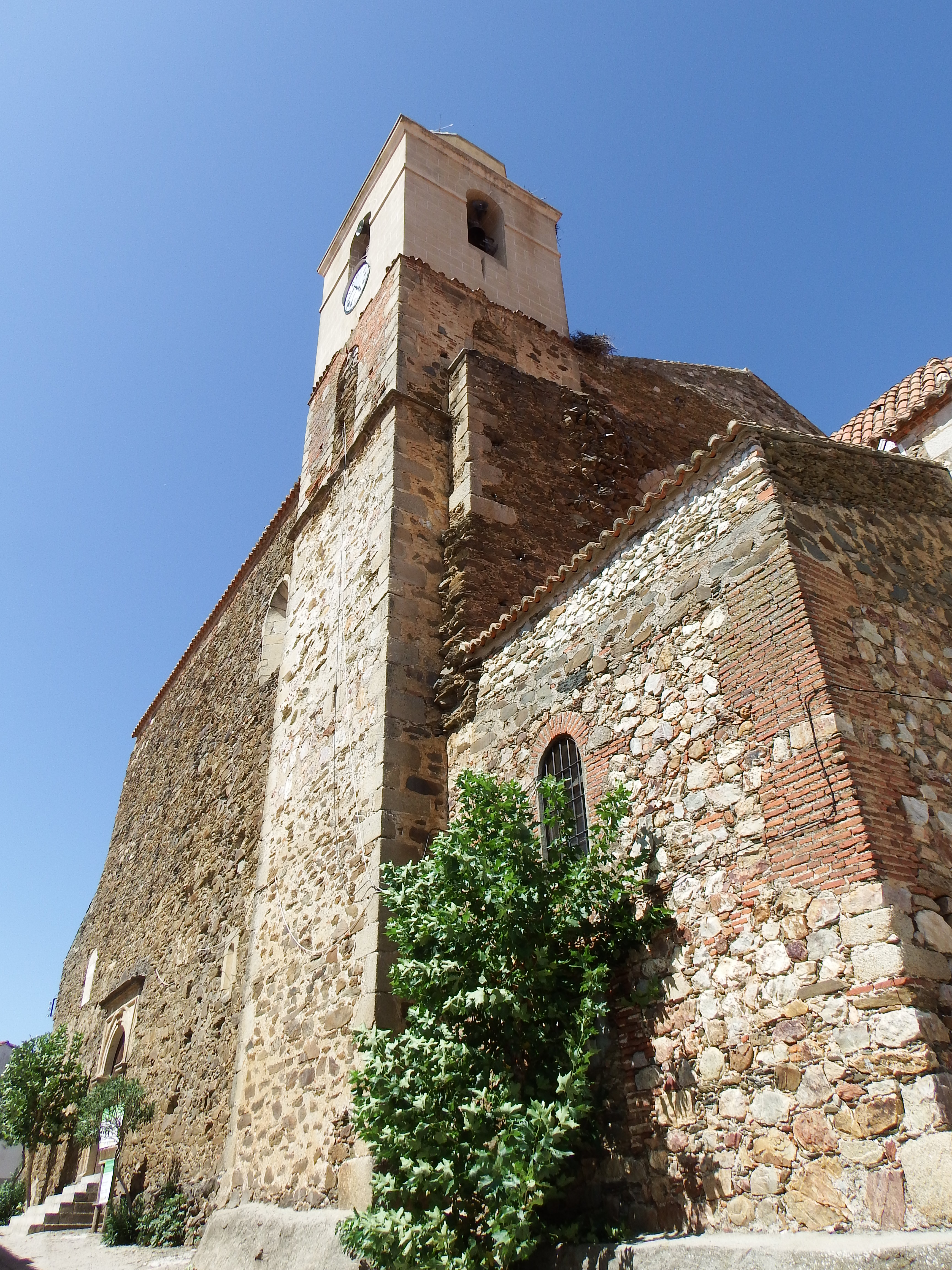
Johanniskirche
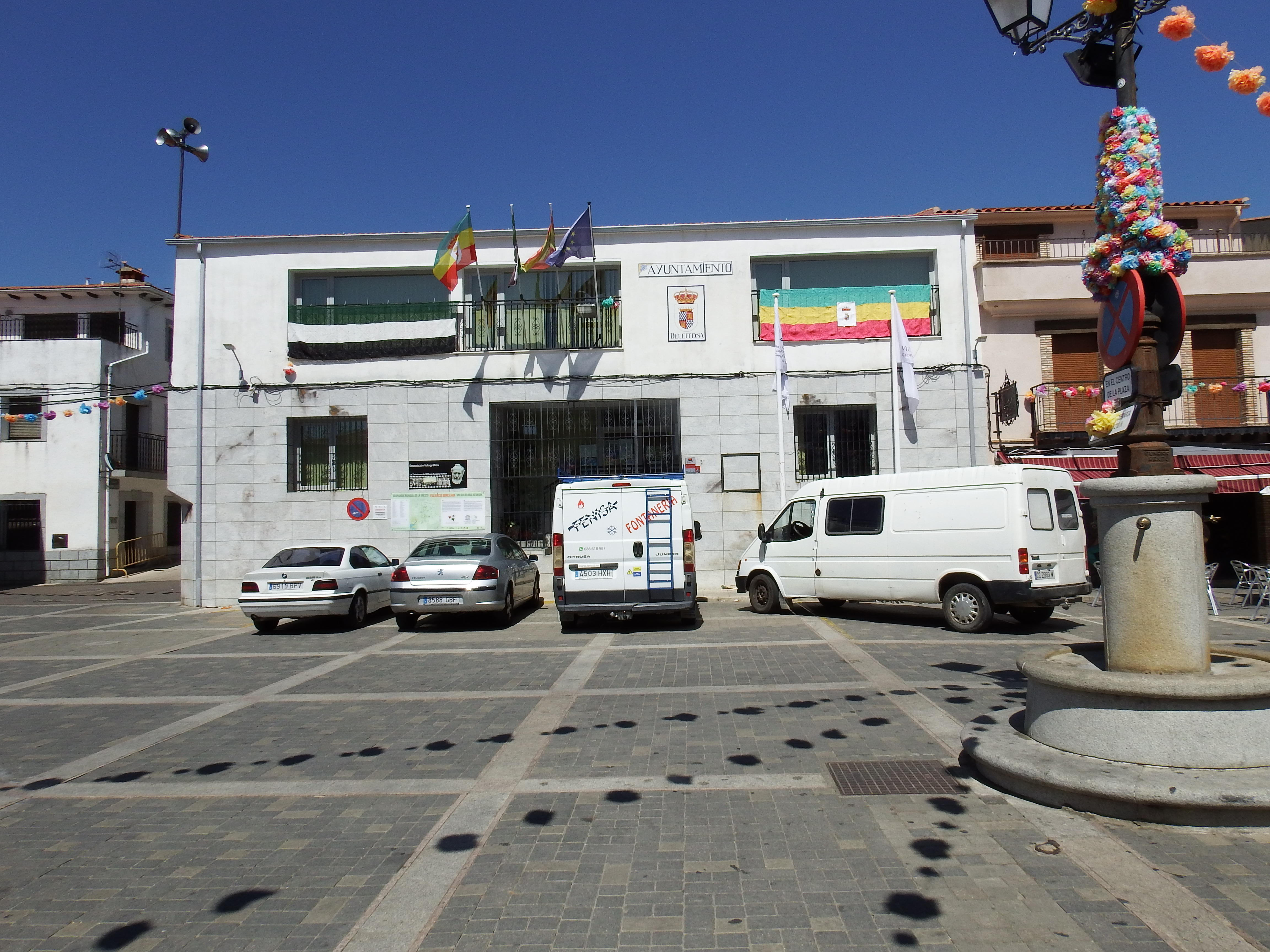
Rathaus

## Persönlichkeiten
- Diego de Agüero (1511–1544), Konquistador
- Juan de Dios Izquierdo (* 1947), Sozialphilosoph, Politiker (PSOE), Mitglied des Europäischen Parlaments (1994–2004)